# Thos Foley
Thos Foley (ur. 9 listopada 1979 w Kenmare) – irlandzki narciarz alpejski, uczestnik Zimowych Igrzysk Olimpijskich 2006 w Turynie.

## Osiągnięcia

### Igrzyska olimpijskie
| Miejsce | Dzień     | Rok  | Miejscowość | Konkurencja | Czas biegu  | Strata   | Zwycięzca      |
| ------- | --------- | ---- | ----------- | ----------- | ----------- | -------- | -------------- |
| 31.     | 20 lutego | 2006 | Turyn       | Gigant      | 2:57,42 min | +22,42 s | Benjamin Raich |

### Mistrzostwa świata
| Miejsce | Dzień     | Rok  | Miejscowość  | Konkurencja | Czas biegu  | Strata   | Zwycięzca            |
| ------- | --------- | ---- | ------------ | ----------- | ----------- | -------- | -------------------- |
| 41.     | 8 lutego  | 2001 | St. Anton    | Gigant      | 3:00,28 min | +36,48 s | Michael von Grünigen |
| 51.     | 12 lutego | 2003 | Sankt Moritz | Gigant      | 3:02,49 min | +16,56 s | Bode Miller          |
| 53.     | 9 lutego  | 2005 | Bormio       | Gigant      | 3:12,37 min | +21,96 s | Hermann Maier        |
| DNQ     | 14 lutego | 2007 | Åre          | Gigant      | -           | -        | Aksel Lund Svindal   |
| BDNS1   | 17 lutego | 2007 | Åre          | Slalom      | -           | -        | Mario Matt           |